# Stjepan Ivšić
Stjepan Ivšić (Orahovica, 13. kolovoza 1884. – Zagreb, 14. siječnja 1962.), hrvatski jezikoslovac, slavist i akcentolog.

## Životopis
Pučku je školu završio u Orahovici, gimnaziju polazio u Osijeku i Požegi. Na Filozofskome fakultetu u Zagrebu studirao hrvatski jezik i klasičnu filologiju. Na studijskom usavršavanju boravio u Krakovu, Pragu, Petrogradu, Moskvi i Kijevu. U doktora filologije promoviran (1913.) na osnovi rasprave Prilog za slavenski akcenat (Rad JAZU 187). Bio je profesor na Klasičnoj gimnaziji u Zagrebu (1909. – 1915). Otada do umirovljenja profesor slavistike na Filozofskom fakultetu u Zagrebu.
Znatnu pozornost Ivšić je posvetio hrvatskim štokavskim govorima o kojima je objavio nekoliko iznimno važnih studija (Šaptinovačko narječje, 1907.; Današnji posavski govor, 1913.). Posebno je proučavao akcentuaciju hrvatskih govora te u starim slavonskim gramatikama. Prvi je utvrdio postojanje novoga akuta u sva tri hrvatska narječja. Zaslužan je za otkrivanje zakona razvoja praslavenskog neoakuta, koji je po njemu dobio ime Ivšićev zakon.
Godine 1928. sudjelovao u radu državnog povjerenstva za izradu načela zajedničkoga pravopisa hrvatskoga i srpskog jezika. U raspravi Jezik Hrvata kajkavaca (1936.) kajkavske govore, bez goranskih, podijelio je u četiri skupine. Proučavao je hrvatskoglagoljsku baštinu, posebno njezine jezične značajke, o čemu je objavio više radova. Godine 1934. pratio je Bašćansku ploču s Krka u Zagreb i o tome napisao zanosan članak Sveta Lucija u Jurandvoru i njezin dragi kamen (Jutarnji list, br. 8115). Od 1937. potpredsjednik je "Društva Hrvatski jezik" a 1938. urednik časopisa "Hrvatski jezik". Bio je rektor Sveučilišta u Zagrebu od 1939. do 1943. U vrijeme NDH otklonio je ponudu da bude ravnatelj Hrvatskoga državnog ureda za jezik, zagovarao je fonološki pravopis nasuprot službenomu "korienskomu".
U proljeće 1945. zbog navodne suradnje s neprijateljima (tzv. kolaboracija) osuđen na izgon iz Zagreba i isključen iz Akademije. Jedini je od potpisnika zaključaka Novosadskoga dogovora koji je dogovor potpisao uz sljedeću ogradu: "Ovaj potpis dajem s napomenom da izjava u točki 4 zaključaka ne smije služiti za propagandu ekavskog izgovora na dosadašnjem književnom ijekavskom području."
Jedan je od najvećih hrvatskih filologa i jezikoslovaca, akcentolog svjetskoga glasa.
Njegov sin, Radovan Ivšić, bio je hrvatski pjesnik, pisac, dramatik, prevoditelj, esejist i nadrealist svjetskoga glasa.

## Djela
- "Srpsko-hrvatski jezik. Izgovor i intonacija s recitacijama na pločama" (s M. Kravarom; Zagreb, 1955.),
- "Slavenska poredbena gramatika" (prir. R. Katičić i J. Vrana, Zagreb. 1970.),
- "Izabrana djela iz slavenske akcentuacije" (priredio B. Finka, München, 1971.),
- "Jezik Hrvata kajkavaca" (prir. J. Lisac, Zaprešić, 1996.).

## Poveznice
- Prezime Ivšić

## Vanjske poveznice
- Ivšić, Stjepan Hrvatska enciklopedija. LZMK
- LZMK / Proleksis enciklopedija: Ivšić, Stjepan